# مجلس رامات النقب الإقليمي

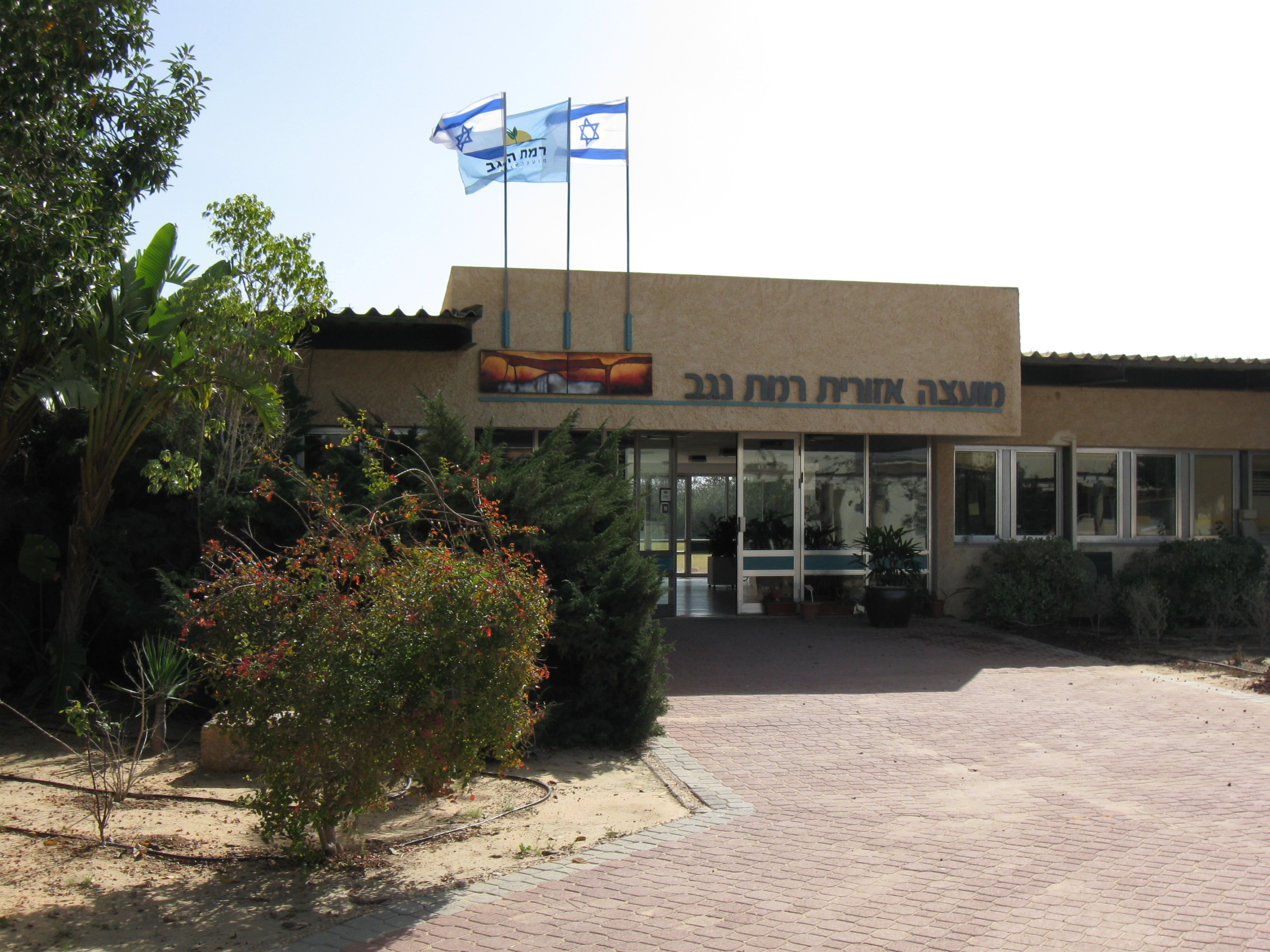
مجلس رامات النقب الإقليمي

مجلس رامات النقب الإقليمي، مجلس رامات النقب الإقليمي) هو مجلس إقليمي يقع في صحراء النقب في فلسطين. مع حوالي 8,000 نسمة موزعين على 20 قرية، يُعد المجلس الأكبر جغرافياً في فلسطين، حيث يغطي أكثر من 20% من مساحة أراضي فلسطين. يقع مقر المجلس على الطريق السريع 40 

## جغرافيا
مجلس رامات النقب الإقليمي هو أكبر منطقة سلطة محلية جغرافيًا في إسرائيل، حيث تغطي أكثر من 4.3 مليون دونم، أي حوالي 22% من مساحة إسرائيل. تضم المنطقة حوالي 8,000 نسمة موزعين على 20 قرية تتنوع بين الكيبوتسات، الموشافيم، المستوطنات المجتمعية، قرية شبابية تعليمية وقواعد عسكرية، بالإضافة إلى 23 مزرعة.
تحد المنطقة من الشرق مجلس إقليمي وادي عربة الوسطى، ومن الجنوب مجلس هيفيل إيلوت الإقليمي، ومن الغرب مصر، ومن الشمال مجلس بني شمعون الإقليمي، ومجلس إشكول الإقليمي. كما يوجد مجلس واحة الإقليمي والمجالس المحلية متسبي ريمون ويروحام كأنها جيوب داخل النقب.

## تاريخ
يعتبر الرواد صهيونية الأوائل الذين أسسوا رفيفيم في عام 1943 مؤسسي المنطقة. تأسست رفيفيم في البداية كـ "تجربة زراعية" لدراسة الأرض والمناخ بهدف تحسين طرق العمل وزيادة الإنتاج. في نوفمبر 1947، تأيس كيبوتس حلوتزا (الذي تغير اسمه لاحقًا إلى الاسم الحالي، مشأبي سديه) على بعد 10 كيلومترات شمال شرق رفيفيم. قاتلت المجتمعات في رفيفيم ومشأبي سديه معًا للحصول على خط أنابيب للمياه، الذي أصبح العنصر الأساسي الذي مكن من توسع المجتمعات في المنطقة مستقبلاً، مثل سديه بوكير التي تأسست في أوائل الخمسينيات. في حين تم إجراء عدة محاولات أخرى لتطوير مجتمعات جديدة في النقب، تم التخلي عنها في النهاية لأنها فشلت في الحصول على التمويل اللازم، حيث كانت المنطقة تعتبر غير مناسبة للاستيطان.
تأسس مجلس رامات النقب الإقليمي في عام 1954، وضم في بدايته أربع مجتمعات: رفيفيم، مشأبي سديه، سديه بوكير، وقرية يروحام (التي أصبحت مجلسًا مستقلًا في عام 1959).
شهدت منطقة النقب حركة جديدة ونشيطة في أوائل السبعينيات، وتسارعت بعد اتفاقات كامب ديفيد وعودة سيناء إلى مصر. وبمساعدة مخيم لإيواء المؤقت في تقاطع مشأبيم، تمكنت أولى مجموعات المستوطنين من الانتقال إلى النقب، وإعادة الاستقرار، وتأسيس مجتمعات جديدة مثل: أشاليم (1979)، تلاليم (1980)، رتميم (1983)، عزوز (1985)، نتسانا سيناء (1986)، وكمهين (1988).
بدأت موجة جديدة في أوائل العقد 2000 عندما بدأت حركة أور بتوجيه مجموعات مختلطة من الرواد الدينيين والعلمانيين إلى النقب. تأسست مرحاف عام في 2001، وبئر ملكا في 2006، وتم إعادة توطين المجتمع الجديد رتميم (الذي تم التخلي عنه من قبل مستوطنيه الأصليين) في 2009. في عام 2012، وافق المجلس على تأسيس مجتمع جديد، رامات تسيبُوريم، لتوفير منازل لـ 2,000 من بدو عزازمة الذين يعيشون في المنطقة. تم الاعتراف بشيزاف رسميًا في 2020 من قبل السلطات بعد حوالي عشر سنوات من تأسيسها الأول.

## سياحة
تحتوي رامات النقب على العديد من المعالم السياحية، بما في ذلك أطلال المدن على طريق البخور مثل عبدة، شبطا (موقع تراث عالمي لليونسكو)، المدينة النبطية تل نيسانا، والخلصة. كما تشمل المنطقة الفوهات البركانية (اجران) مثل الجرن الكبير، الجرن الاصغر ووادي الرمان.

## مجتمعات
كيبوتس
- مشأبي سديه
- رتميم
- رفيفيم
- سديه بوكير
- تلاليم

موشأفيم
- بئر ملكا
- كمهين

المستوطنات المجتمعية
- أشاليم
- عزوز
- مرحاف عام
- جامعة بن غوريون
- نتسانا
- نتسانا سيناء
- شيزاف

اخر
- روح الصحراء

## المدن التوأم
بولدر (كولورادو)، الولايات المتحدة (منذ 2018).

## انظر ايضا
عين عبدات